# 相伴衆
相伴衆（しょうばんしゅう、御相伴衆とも）は、室町幕府における役職的な身分の一つ。将軍が殿中における宴席や他家訪問の際に随従・相伴する人々の事。管領家の一族や有力守護大名に限定されていたため、一種の社会的身分としての価値が生じて幕府内の職制にも反映されて管領に次ぐ席次を与えられるようになった（ただし、三管領家も社会的身分としては相伴衆中の上位に位置づけられていたとする見方もある）。

## 室町幕府の重鎮大名
将軍の外出などに守護大名が随従する慣習は足利義満の頃には成立していたが、役職・身分としての相伴衆の成立は足利義教の永享年間であると推定されている。即ち「相伴衆」といえば以下の7家の当主を指していた。
山名氏但馬・備後・安芸の守護。侍所所司。四職家。
一色氏丹後・伊勢・三河の守護。侍所所司。四職家。
畠山氏（匠作家）能登の守護。
細川氏（讃州家）阿波の守護。
赤松氏播磨・備前・美作の守護。侍所所司。四職家。
京極氏出雲・隠岐・飛騨の守護。侍所所司。四職家。
大内氏周防・長門・豊前・筑前の守護。
このうち『宗五大草紙』等における格式・礼式の規定を見ると、赤松・京極・大内の3家は相伴衆中では下位に位置づけられていたようである。また、応仁の乱後（15世紀末）には土岐氏（美濃の守護）も相伴衆に加えられていたとする説もある。室町時代には国持衆から相伴衆への昇格は非常に厳しく、足利義澄が若狭武田氏を相伴衆に引き上げようとした際に管領細川政元が激しく抵抗した結果、相伴衆への昇格を取りやめる代わりに武田元信を従四位にすることで妥協している。

## 戦国大名の名誉格式へ
戦国時代になると、朝倉孝景や北条氏康、北条氏政、尼子晴久、斎藤義龍、毛利元就、毛利隆元、毛利輝元、今川氏真、大友義鎮、伊東義祐、河野通直など在京して将軍に随従する事もない地方の戦国大名が任じられる例も増えて、役職としての意味合いは希薄化して大名の格式を示す身分としてのみ存在するようになるが、一方で武田信玄から追放されて京都へ居を移した武田信虎が任じられる事例もあった。また、本来は細川氏の家臣であった三好長慶が足利義輝より相伴衆に任じられてその身分的権威をもって管領の役職を代行して幕政の実権を握り、さらに長慶の子の三好義興も任じられた。
更にこれとは別に将軍家に近い公家が相伴衆に任じられる例があった。永正の錯乱の際に足利義澄に従って京都を脱出した日野高光、出家隠遁した冷泉為広、妻の実家今川氏に逃れた正親町三条実望は義澄の相伴衆であったという。
職制としては室町時代のみであるが、戦国時代から江戸時代初期に見られる御伽衆は、しばしば相伴衆とも呼ばれ、将軍（あるいは大名）に仕えた似たような役職である。